# 삼성증권
삼성증권 주식회사(영어: Samsung Securities Co., Ltd., 三星證券)는 대한민국의 금융 기업으로 삼성그룹 계열의 증권 회사이다. 1992년 11월 삼성그룹으로 편입했으며, 상호를 '국제증권'에서 '삼성증권'으로 변경했다.

## 연혁
- 1982년 10월: 한일투자금융으로 설립
- 1988년 3월: 기업공개 (유가증권시장 상장)
- 1991년 2월: 상호명을 한일투자금융에서 국제증권으로 변경
- 1992년 11월: 상호명을 국제증권에서 삼성증권으로 변경
- 1996년 7월: 런던 현지법인 개설
- 1998년 10월: 뉴욕 현지법인 개설
- 1998년 12월: 국내 최초 뮤추얼 펀드 판매 개시
- 1999년 6월: 국내 최대 규모 콜센터 가동
- 2000년 12월: 삼성투자신탁증권(주) 흡수 합병
- 2001년 3월: 홍콩 현지법인 개설
- 2001년 7월: Euromoney誌 선정「Best Equity House」(3年 연속)
- 2002년 7월: Finance Asia誌 선정「국내 최고 투자은행」증권사
- 2002년 11월: 중국 상해사무소 개설
- 2002년 12월: 삼성증권 본사 사옥이전(종로타워)
- 2003년 5월: London Stock Exchange Membership 정회원 획득
- 2003년 10월: 삼성 Wrap 출시
- 2004년 4월: SMA(Samsung Cash Management Account) 출시
- 2004년 5월: 제1회 삼성 Global Investor's Conference 개최 (이하 매년 개최)
- 2004년 6월: 삼성증권 WAY 선포(고객사랑, 윤리의식, 프로정신, 팀워크)
- 2005년 4월: PB서비스 브랜드 Fn Honors Club 런칭
- 2005년 5월: 노무라증권과 퇴직연금 컨설팅 계약 체결
- 2005년 12월: 중국 중신(CITIC)증권과 전략적 업무제휴 체결
- 2006년 5월: 美 Institutional Investor誌 선정「한국 최우수 리서치사」
- 2006년 11월: 2006 Asiamoney Brokers Poll「全부문(9개)」석권
- 2006년 12월: 국내 3대 고객만족도 지수(KS-SQI, KCSl, NCSI) 증권 1위
- 2007년 3월: 국내 최초 물가연동국채 총액 인수
- 2007년 6월: Asiamoney誌 선정 「한국 최우수 Private Bank」
- 2007년 10월: '2020 Global Top 10' 비전 선포 및 임직원 행동강령 제정
- 2008년 7월: 업계최초 선진 맞춤형 선택수수료 서비스 실시
- 2008년 10월: 英 로스차일드와 M&A부문 전략적 제휴 체결
- 2009년 5월: 브랜드 경영 선포(브랜드 슬로건 create with you)
- 2009년 9월: 선진 자산관리 브랜드 'POP' 런칭
- 2009년 10월: DJSI(다우존스지속가능경영지수) KOREA 편입
- 2009년 12월: 태평로 삼성본관빌딩으로 본사 사옥 이전
- 2010년 4월: 일본 동경사무소 지점 승격
- 2010년 6월: UHNW 브랜드 및 전담점포 SNI런칭
- 2011년 1월: 중국 최대운용사 華夏基金과 MOU체결
- 2011년 4월: 삼성증권 CS혁신(공감 36.5) 선언
- 2011년 9월: 국내증권사 최초 DJSI World 2년 연속 편입
- 2011년 11월: BCM(비즈니스연속성경영)국제 인증 획득
- 2012년 2월: '에어백 베스트 관찰형 ELS' 배타적 사용권 획득
- 2012년 9월: DJSI(다우존스지속가능경영지수) WORLD 3년 연속 편입
- 2012년 11월: mPOP, 앱어워드코리아 증권 부문 올해의 앱 선정
- 2013년 1월: 삼성증권 밸류스테이트먼트 선포식
- 2013년 5월: 글로벌 선진 금융사 수준의 IT시스템, 차세대 시스템 오픈
- 2013년 9월: DJSI(다우존스지속가능경영지수) WORLD 4년 연속 편입
- 2013년 12월: 2014년, 고객 중심 경영체계 확립의 해 지정, 5대 불량 추방 선서
- 2014년 1월: 고객중심 추천상품제 도입
- 2014년 2월: 글로벌 독립리서치기관인 롬바드스트리트리서치, BCA 리서치와 제휴
- 2014년 7월: 성과보수형 랩 서비스 'POP UMA 성과보수형' 출시
- 2014년 9월: DJSI(다우존스지속가능경영지수) WORLD 5년 연속 편입
- 2014년 10월: 글로벌 운용사 파이어니어, 뉴버거 버먼과 제휴
- 2015년 1월: 고객보호헌장 선포
- 2015년 2월: 우리은행과 포괄적 업무제휴
- 2015년 3월: 중국 중신(CITIC)증권과 전략적 제휴 관계 격상 (구체적 비즈니스 협력 방안 추가)
- 2015년 7월: POP UMA 2조 돌파
- 2015년 9월: DJSI(다우존스지속가능경영지수) WORLD 6년 연속 편입
- 2016년 1월: 온라인자산관리 플랫폼 스마트 어드바이저 오픈
- 2016년 7월: 대만 KGI 증권과 포괄적업무제휴
- 2016년 9월: DJSI(다우존스지속가능경영지수) WORLD 7년 연속 편입, MTS 'mPOP' 올인원 자산관리 플랫폼으로 업그레이드
- 2016년 12월: 자산관리 토탈솔루션 제공을 위한 대형 금융센터 3곳 오픈, 서초동 삼성전자빌딩으로 사옥 이전

## 주요 사업
- 유가증권의 매매, 위탁매매, 매매의 중개 또는 대리
- 유가증권 시장에서의 매매거래에 관한 위탁 중개, 주선 또는 대리
- 유가증권의 인수, 매출, 모집 또는 매출 주선
- 유가증권 매매거래에 관련한 신용공여, 유가증권 담보대출 및 대여, 증권저축
- 사채 모집의 수탁업무, 주식 또는 지분의 평가
- 사채 원리금 지급보증
- 양도성예금증서(CD)의 매매 및 매매의 중개, 해외에서의 증권, 대여금고, 기업 매수 합병의 중개, 주선 또는 대리
- 금융선물의 매매 및 매매의 중개 또는 위탁매매, CD의 할인과 매매, CD 매매의 중개

## 사건사고
- 2020년 11월 23일, 삼성증권 본사 직원이 코로나19 확진 판정을 받게 되면서 삼성증권 본사가 임시 폐쇄되었다.[1]

## 같이 보기
- 삼성증권 유령주식 사태 - 대한민국 상법 제629조(초과발행의 죄)에 해당
  - 유령주식(영어판)
- 삼성그룹
- 삼성생명
- 삼성선물